# Risius palamedes
Risius palamedes är en insektsart som beskrevs av Ronald Gordon Fennah 1967. Risius palamedes ingår i släktet Risius och familjen Dictyopharidae. Inga underarter finns listade i Catalogue of Life.